# プナタラン・サシ寺院
プナタラン・サシ寺院（プナタラン・サシじいん、Pura Penataran Sasih）は、インドネシアのバリ州（バリ島）ギャニャール県タンパクシリン郡の村ペジェンにある、バリ・ヒンドゥー教寺院（プラ、pura）である。ウブドの東、海抜207メートルの場所に位置する。ペジェンの村はかつてバリ王国の中心であったと考えられ、プナタラン・サシ寺院は、西暦1293-1343年にかけて、ペジェンにおける国家的寺院の役割を果たしたといわれる。
プナタラン・サシ寺院の境内には、「ペジェンの月」として知られる巨大な銅鼓（ペジェン鼓〈尼: Nekara Pejeng〉）があり、プナタラン・サシ寺院とともに、インドネシアの文化遺産 (Cagar Budaya) に登録されている。寺院名のサシ (Sasih) は、バリ語で「月」の意であり、この「ペジェンの月」に由来する。

## 構成

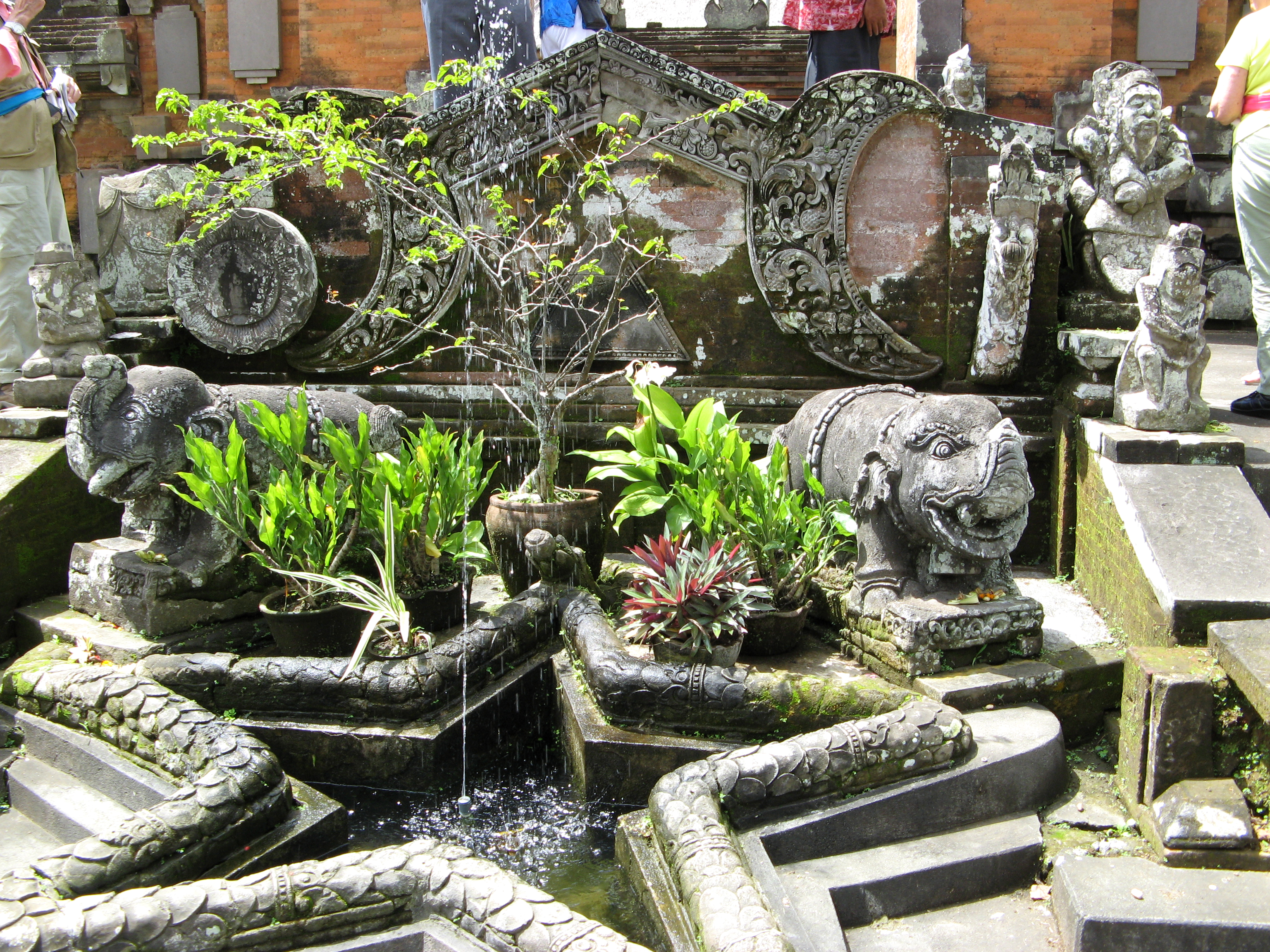
現代のクロノグラム
（割れ門の入口前）

### クロノグラム
寺院の西側には割れ門（チャンディ・ブンタール、Candi bentar）があり、その入口に見られるクロノグラム（「太陽と月と2体のゾウ」）においては、西暦1266年（サカ暦1188年）が示されている。しかし、これは現代に形成されたものであり、確かな創建年代を得るものではない。

### 「ペジェンの月」

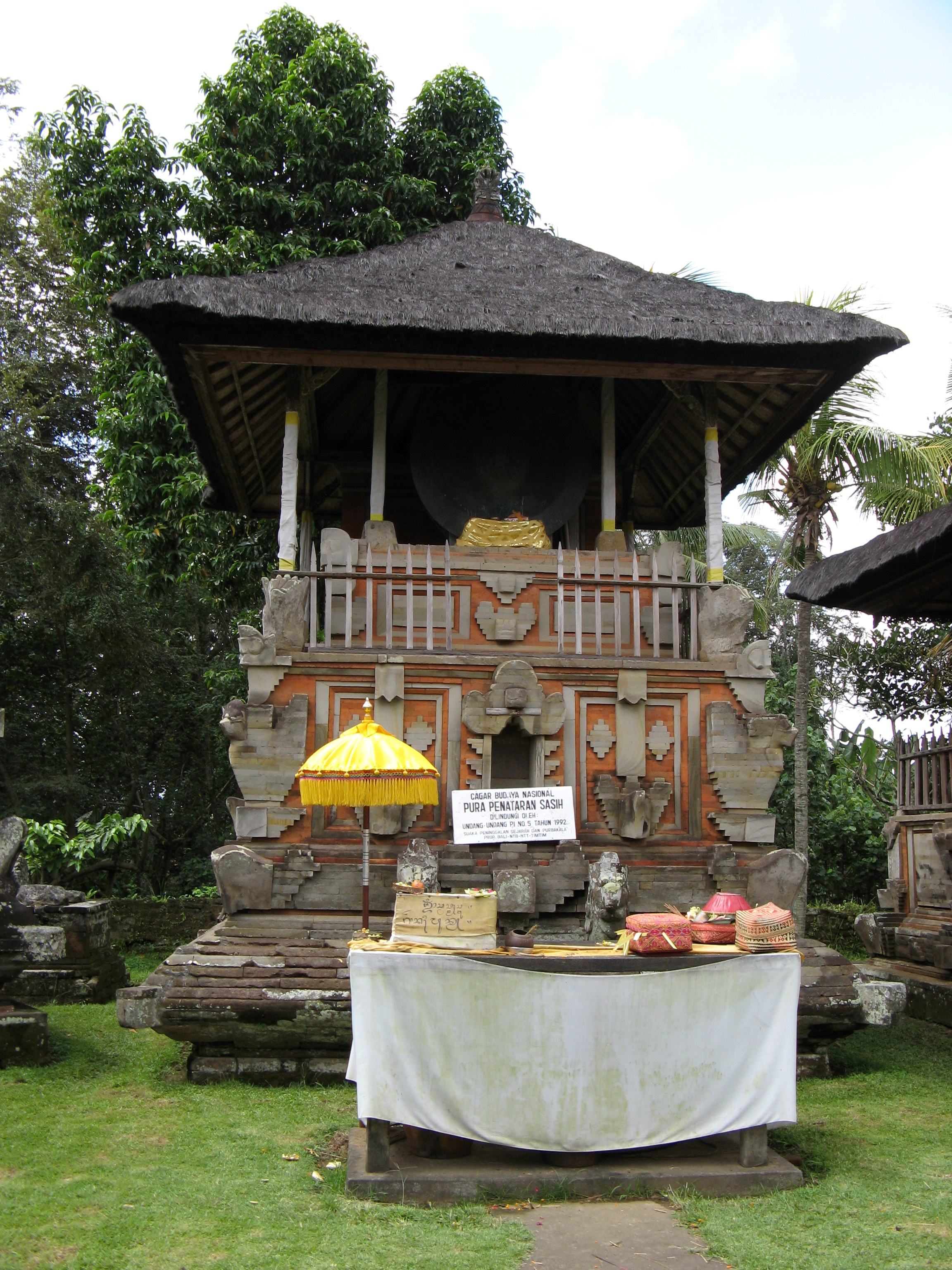
「ペジェンの月」を祀るプリンギー・ラトゥ・サシ

プナタラン・サシ寺院にあるいくつかのプリンギー (Pelinggih) の祠のうち、「ペジェンの月」を祀る構造物は、プリンギー・ラトゥ・サシ (Pelinggih Ratu Sasih) と呼ばれている。方形の3層からなり、2層目および「ペジェンの月」を祀った内側の3層目の支柱により、シュロの繊維を用いた屋根を保持する。
「ペジェンの月」（尼: Bulan Pejeng、英: Moon of Pejeng〈「月の輪」〉）と称されるこのペジェン鼓は、1705年、インドネシアにおいて初めて発見された銅鼓 (Nekara) である。また、これは最大の銅鼓でもあり、高さ1.86メートル (1.98m)、鼓面直径1.6メートルで、細長い「太鼓」のような形をしている。東南アジア初期のドンソン文化の影響によるもので、紀元前3世紀頃のものともいわれる。2020年3月31日、インドネシアの文化遺産 (Cagar Budaya) に登録された。

### 伝説
地元のある伝説によれば、天空に13個あった月のうちの1つが、ペジェンの森に落ちてヤシの木に掛かり、昼夜を問わず周囲を照らした。その月の明るさに困った泥棒が木に登り、輝きつづける月に放尿すると、月は爆発して光を失い地面に落下した。それが「ペジェンの月」であるといわれる。また一方で、この銅鼓は、バリの伝説的巨人クボ・イオ (Kebo Iwa) の耳飾りであったという伝承も今に認められる。

### 他の主な構造物

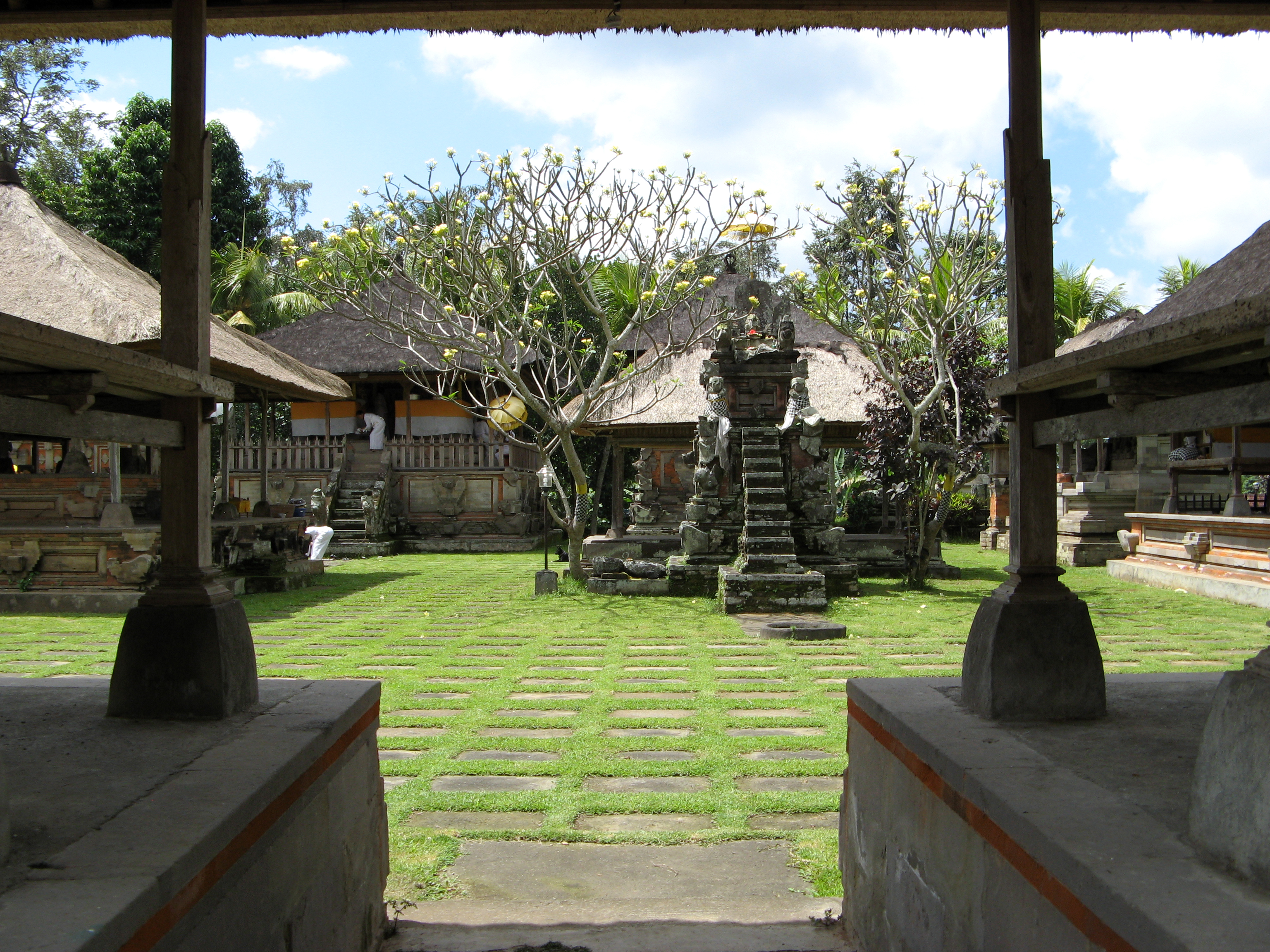
プナタラン・サシ寺院の境内
中央右: ガネーシャのパドマサナ

プナタラン・サシ寺院は、面積3,770平方メートルを占めており、その境内において、バリの寺院に一般的に認められる多くの基本的な構成要素が見られる。
クルクル塔
クルクル塔 (Bale kulkul) は、バリの寺院に備えられるもので、儀礼の開始などを伝える鐘楼のような機能を持つ。煉瓦と砂岩による方形の3層からなる構造物であるが、銅鼓の「ペジェンの月」を祀ったプリンギーの祠とは異なり、3層目には2つの木鼓 (kulkul) が吊されている。
パドマサナ
パドマサナ (Padmasana) は、方形の基部より上に向けて狭くなる石造りの祭壇を称し、上部に背もたれを備えた座面（パドマサナ、Padmasana〈padma-asana〉）がある。
ワンティラン
ワンティラン (Wantilan) は、長方形の平屋建ての構造物であり、宗教的儀礼のほか、地元の催事の場所などとしても使用される。
バレ・ゴン
バレ・ゴン (Bale Gong) は、式典において演奏されるガムラン楽器を保管する、長方形の平屋建ての建物である。